# Hana Storchová
Hana Storchová (14. září 1936 Praha – 25. dubna 2024) byla česká grafička, ilustrátorka a malířka.

## Život
Hana Storchová se narodila v Praze v roce 1936. Už od útlého dětství projevovala velký zájem o kresbu. Na střední škole začala soukromě navštěvovat výtvarné kurzy v ateliéru akademické malířky Ludmily Jiřincové. Na Akademii výtvarných umění nejprve studovala u prof. Miloslava Holého, později v grafické speciálce prof. Vladimíra Silovského. Po studiích na AVU vstoupila do Sdružení českých umělců grafiků Hollar, ve kterém působila až do konce života.
Jejím manželem byl od roku 1961 až do své smrti akademický malíř Václav Sedláček.

## Tvorba
Pro tvorbu Hany Storchové mělo zásadní význam intenzivní vnímání přírody, především pak láska k říši rostlinné, která pro ni byla nekonečným zdrojem inspirace. Přírodu vnímala nejen v celku, ale i v sebenepatrnějších detailech, k čemuž jí napomáhaly rozsáhlé přírodopisné vědomosti, zvláště pak znalost systematické botaniky. Zabývala se jak volnou tvorbou, tak i ilustracemi. Ve volné grafické tvorbě se věnovala převážně technice hlubotisku (lept, měkký kryt, suchá jehla). Grafiky vytvářela černobílé i barevné, v různých formátech od velkoformátových po velmi drobné (novoročenky, ex libris). Ilustrovala celou řadu přírodovědných, především botanických knih, učebnic, atlasů a encyklopedií. Navrhla několik poštovních známek. Uskutečnila velké množství samostatných výstav a zúčastnila se též výstav kolektivních, vše doma i v zahraničí.

### Výstavy

#### Autorské
- 1967 Hana Storchová: Grafika, Galerie mladých, Mánes, Praha
- 1970 Hana Storchová: Grafika, Galerie Fronta, Praha
- 1978 Hana Storchová: Grafika, Hrad Strakonice
- 1978/1979 Hana Storchová: Grafika, Galerie výtvarného umění, Cheb
- 1986 Hana Storchová: Grafika, Malá galerie Československého spisovatele, Praha
- 1986 Hana Storchová: Grafika, Okresní vlastivědné muzeum, Frýdek-Místek
- 1989 Hana Storchová: Grafika, Galerie na mostě, Hradec Králové
- 1989 Hana Storchová: Grafika, Kulturní dům, Lukov
- 1989 Hana Storchová: Grafika, Městské muzeum, Blatná
- 1990 Hana Storchová: Grafiken, Forum, Essen
- 1991 Hana Storchová: Grafika, Galerie Hollar, Praha
- 1993 Hana Storchová: Grafické listy, Galerie Lazarská, Praha
- 1996/1997 Hana Storchová: Grafika, Galerie v podloubí Muzea Kroměřížska, Kroměříž
- 2002 Hana Storchová: O přírodě, Galerie Hollar, Praha
- 2012 Hana Storchová: Vlastní cestou, Galerie Hollar, Praha
- 2015 Hana Storchová: Grafika, Zámek Kozel, Šťáhlavy

#### Skupinové (výběr)
- Jubilanti 1996, Galerie Hollar, Praha
- Jubilanti Hollaru 2001
- Jubilanti Hollaru 2006
- Jubilanti Hollaru 2011
- Jubilanti Hollaru 2016
- Jubilanti Hollaru 2021